# Isayevski
Isayevski (del ruso: Исаевский) es un jútor del raión de Kushchóvskaya del krai de Krasnodar, en Rusia. Está situado en las llanuras de Kubán-Priazov, en el nacimiento del río Mókraya Chuburka, 19 km al norte de Kushchóvskaya y 190 km al norte de Krasnodar, la capital del krai. Tenía 166 habitantes en 2010
Pertenece al municipio Srednechuburkskoye.